# Флаг Орска
Флаг О́рска — официальный символ муниципального образования «Город Орск» Оренбургской области Российской Федерации.
Флаг утверждён 6 марта 2002 года решением Орского городского Совета депутатов № 164 и внесён в Государственный геральдический регистр Российской Федерации под номером 1549. 10 апреля 2008 года, решением Орского городского Совета депутатов № 35-544, предыдущее решение было признано утратившим силу и было принято новое положение о флаге города, в котором рисунок и описание флага остались без изменений.

## Описание
«Флаг представляет собой белое прямоугольное полотнище с соотношением сторон 2:3, несущее изображение фигур герба города Орска: чёрного орла с жёлтым клювом и в жёлтой императорской короне, сидящего на красной горе с тремя вершинами; гора изображена вплотную к нижнему краю полотнища».

## Обоснование символики
Флаг города Орска разработан на основании герба города Орска и воспроизводит его символику.